# Phaonia kaszabi
Phaonia kaszabi este o specie de muște din genul Phaonia, familia Muscidae, descrisă de Zinovjev în anul 1990.
Este endemică în Mongolia. Conform Catalogue of Life specia Phaonia kaszabi nu are subspecii cunoscute.